# Hippolais polyglotta

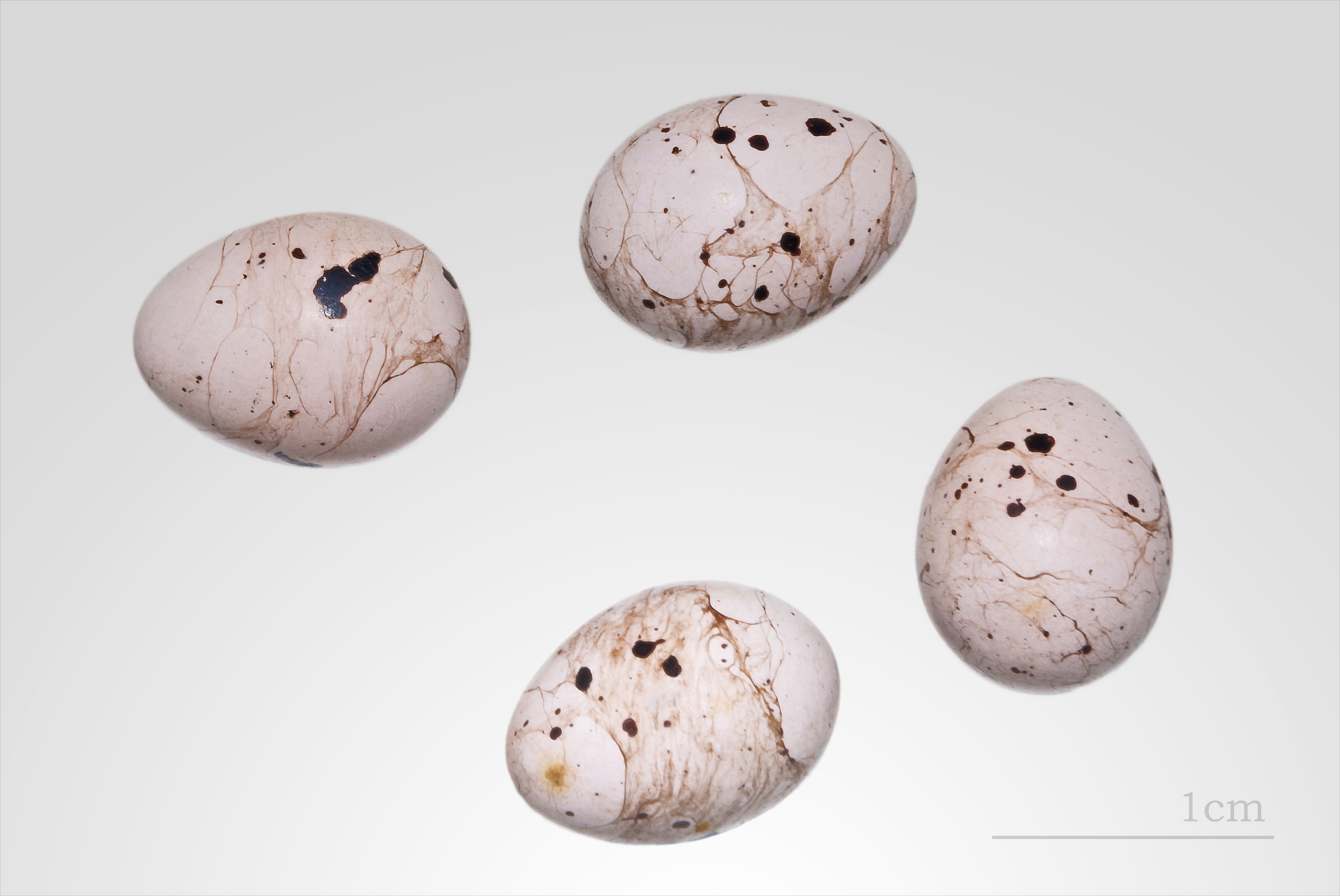
Hippolais polyglotta

Hippolais polyglotta là một loài chim trong họ Acrocephalidae.